# Soredemo sekai wa utsukushii
Soredemo sekai wa utsukushii (それでも世界は美しい? lett. "Ciononostante, il mondo è bellissimo") — anche noto come Still World Is Beautiful — è un manga scritto e disegnato da Dai Shiina, serializzato sulla rivista shōjo Hana to yume della casa editrice Hakusensha a partire dal 2009, inizialmente come one-shot a cui ne è seguito un secondo nel 2011. Un adattamento anime, prodotto da Pierrot, è stato trasmesso in Giappone tra il 6 aprile e il 29 giugno 2014.

## Trama
Nike Lemercier, la quarta principessa del Ducato della Pioggia, nonché una delle poche persone al mondo in grado di evocare la pioggia, nonostante la propria riluttanza si dirige verso il Regno del Sole per sposare il Re Sole Livius per il bene del suo paese. Nike scopre ben presto però che il re, colui che ha conquistato il mondo intero in soli tre anni dalla sua ascesa al trono, non è nient'altri che un bambino, il quale, dopo averle chiesto di evocare la pioggia senza alcuna ragione valida e dopo aver ricevuto da lei una risposta negativa, non esita a sbatterla subito in prigione. La storia segue lo sviluppo della relazione tra i due, che in un primo momento sposati solo formalmente, iniziano ad essere uniti a poco a poco da un legame affettivo sempre più forte.

## Personaggi

I protagonisti Nike e Livius

### Personaggi principali
Nike Lemercier (ニケ・ルメルシエ?, Nike Rumerushie)
Doppiata da: Rena Maeda
Quarta principessa del Ducato della Pioggia, ha la particolare abilità di evocare la pioggia e controllare il vento. Ha quattro sorelle più grandi, che hanno sviluppato il loro potere da molto giovani. Nike, infatti, da piccola non era in grado di invocare la pioggia, ma grazie ai duri allenamenti con la nonna è diventata addirittura più potente delle sorelle.
Livius Orvinus Ifrikia (リヴィウス・オルヴィヌス・イフリキア?, Riviusu Oruvinusu Ifurikia)
Doppiato da: Nobunaga Shimazaki, Haruka Kudō (bambino)
È il Re Sole, chiamato anche Re del Mondo vista la vastità dei territori da lui conquistati. A causa della sua terribile infanzia appena diventato re si è immerso nel lavoro per evitare i ricordi del passato. Grazie a Nike riuscirà a ritornare a vivere.

### Regno del Sole
Neil (ニール?, Nīru)
Doppiato da: Tomokazu Sugita
Maggiordomo e tutore di Livius. È molto intelligente e responsabile. Tiene molto a Livius e spesso è iperprotettivo nei suoi confronti. Aiuta Nike nei suoi studi per diventare una degna regina.
Bardwin Cecil Ifrikia (バルドウィン・シシル・イフリキア?, Barudouin Shishiru Ifurikia)
Doppiato da: Takahiro Sakurai
Zio di Livius, nonché primo ministro del Regno. Era innamorato di Sheila, per questo ha sofferto molto della sua morte. Ora è un grande donnaiolo, ma nonostante ciò è abbastanza affidabile.
Sheila (シーラ?, Shīra)
Doppiata da: Keiko Han
Madre di Livius e consorte de precedente re del Regno, Leonida III. Era molto bella, ma non essendo di sangue reale era mal vista dai sacerdoti del regno. È morta tragicamente.
Ranra (ランラ?), Sūnya (スーニャ?), Mikia (ミキア?)
Doppiate rispettivamente da: Ruriko Aoki, Mizuki Ōtsuka, Uki Satake
Cameriere assegnate da Livius a Nike.
Vincent Ratcliff (ビンセント・ラトクリフ?, Binsento Ratokurifu), Graham Vordan (グラハム・ヴォーダン?, Gurahamu Vuōdan), Allen Catesby (アレン・ケイツビー?, Aren Keitsubī)
Doppiati rispettivamente da: Kōsei Tomita, Shūichi Ikeda, Issei Futamata
Consiglieri del Regno del Sole conosciuti, insieme al Re stesso, come i "quattro dèi". Nell'anime si riuniscono spesso insieme al re per discutere delle varie situazioni.

## Media

### Manga
Il manga, scritto e disegnato da Dai Shiina, ha iniziato la serializzazione sulla rivista Hana to yume della casa editrice Hakusensha il 5 marzo 2009. Il primo volume tankōbon è stato pubblicato il 20 dicembre 2011, mentre la serializzazione è terminata il 20 agosto 2020 con un totale di venticinque volumi.

#### Volumi
| Nº | Data di prima pubblicazione                 | Data di prima pubblicazione                                                 | Data di prima pubblicazione |
| Nº | Giapponese                                  | Giapponese                                                                  |                             |
| -- | ------------------------------------------- | --------------------------------------------------------------------------- | --------------------------- |
| 1  | 20 dicembre 2011                            | ISBN 978-4-592-18872-8                                                      |                             |
| 2  | 20 giugno 2012                              | ISBN 978-4-592-19472-9                                                      |                             |
| 3  | 20 dicembre 2012                            | ISBN 978-4-592-19473-6                                                      |                             |
| 4  | 19 aprile 2013                              | ISBN 978-4-592-19474-3                                                      |                             |
| 5  | 20 agosto 2013                              | ISBN 978-4-592-19475-0                                                      |                             |
| 6  | 20 gennaio 2014                             | ISBN 978-4-592-19476-7                                                      |                             |
| 7  | 18 aprile 2014                              | ISBN 978-4-592-19477-4                                                      |                             |
| 8  | 19 settembre 2014 (ed. regolare & limitata) | ISBN 978-4-592-19478-1 (ed. regolare) ISBN 978-4-592-10557-2 (ed. limitata) |                             |
| 9  | 20 gennaio 2015                             | ISBN 978-4-592-19479-8                                                      |                             |
| 10 | 19 giugno 2015                              | ISBN 978-4-592-21570-7                                                      |                             |
| 11 | 20 ottobre 2015                             | ISBN 978-4-592-21571-4                                                      |                             |
| 12 | 19 febbraio 2016                            | ISBN 978-4-592-21572-1                                                      |                             |
| 13 | 20 giugno 2016                              | ISBN 978-4-592-21573-8                                                      |                             |
| 14 | 20 ottobre 2016                             | ISBN 978-4-592-21574-5                                                      |                             |
| 15 | 20 febbraio 2017                            | ISBN 978-4-592-21575-2                                                      |                             |
| 16 | 20 giugno 2017                              | ISBN 978-4-592-21576-9                                                      |                             |
| 17 | 20 novembre 2017                            | ISBN 978-4-592-21577-6                                                      |                             |
| 18 | 20 febbraio 2018                            | ISBN 978-4-592-21578-3                                                      |                             |
| 19 | 20 giugno 2018                              | ISBN 978-4-592-21579-0                                                      |                             |
| 20 | 19 ottobre 2018                             | ISBN 978-4-592-21580-6                                                      |                             |
| 21 | 20 febbraio 2019                            | ISBN 978-4-592-21325-3                                                      |                             |
| 22 | 20 giugno 2019                              | ISBN 978-4-592-21637-7                                                      |                             |
| 23 | 18 ottobre 2019                             | ISBN 978-4-592-21638-4                                                      |                             |
| 24 | 20 maggio 2020                              | ISBN 978-4-592-21639-1                                                      |                             |
| 25 | 20 agosto 2020 (ed. regolare & limitata)    | ISBN 978-4-592-21640-7 (ed. regolare) ISBN 978-4-592-22775-5 (ed. limitata) |                             |

### Anime
La serie televisiva anime, diretta da Hajime Kamegaki e prodotta dalla Pierrot, è andata in onda sulla NTV dal 6 aprile al 29 giugno 2014. Le sigle di apertura e chiusura sono rispettivamente BEAUTIFUL WORLD di Joanna Koike e PROMISE di Rena Maeda, mentre invece il singolo cantato da Nike più volte nel corso della storia è Amefurashi no uta 〜 Beautiful Rain 〜 (アメフラシの歌 ～Beautiful Rain～?) sempre di Rena Maeda.

#### Episodi
| Nº | Titolo italiano (traduzione letterale) Giapponese 「Kanji」 - Rōmaji | In onda        | In onda |
| Nº | Titolo italiano (traduzione letterale) Giapponese 「Kanji」 - Rōmaji | Giapponese     |         |
| 1  | Il regno del sole 「晴れの大国」 - Hare no taikoku                   | 6 aprile 2014  |         |
| 2  | La principessa della pioggia 「雨の公女」 - Ame no kojo              | 13 aprile 2014 |         |
| 3  | La dichiarazione del cancelliere 「関白宣言」 - Kanpaku sengen       | 20 aprile 2014 |         |
| 4  | L'anello dei racconti 1 「Ring of tales 1」                          | 27 aprile 2014 |         |
| 5  | L'anello dei racconti 2 「Ring of tales 2」                          | 4 maggio 2014  |         |
| 6  | Chiama il mio nome 「Call my name」                                  | 11 maggio 2014 |         |
| 7  | Valzer movimentato 「Wild waltz」                                    | 25 maggio 2014 |         |
| 8  | Al riparo dalla pioggia 「雨やどり」 - Amayadori                     | 1º giugno 2014 |         |
| 9  | Il principato della pioggia 「雨の公国」 - Ame no kōkoku             | 8 giugno 2014  |         |
| 10 | Un paese giusto 「正しい国」 - Tadashii kuni                         | 15 giugno 2014 |         |
| 11 | Un vento passeggero 「通り過ぎる風」 - Tōrisugiru kaze               | 22 giugno 2014 |         |
| 12 | Ritorno a casa 「帰還」 - Kikan                                      | 29 giugno 2014 |         |